# Inovio Pharmaceuticals
Inovio Pharmaceuticals, Inc. – amerykańskie przedsiębiorstwo biotechnologiczne założone w 1983 roku.
Działalność przedsiębiorstwa koncentruje się na odkrywaniu, opracowywaniu oraz komercjalizacji immunoterapii i szczepionek opartych na DNA.
Siedziba Inovio Pharmaceuticals mieści się w Plymouth Meeting w Pensylwanii.